# 43881 Cerreto
43881 Cerreto è un asteroide della fascia principale. Scoperto nel 1995, presenta un'orbita caratterizzata da un semiasse maggiore pari a 2,4403185 UA e da un'eccentricità di 0,1545156, inclinata di 3,07078° rispetto all'eclittica.
L'asteroide è dedicato a Cerreto d'Asti, località italiana.